# Mosty u Jablunkova
Pour les articles homonymes, voir Mosty.
Mosty u Jablunkova (en polonais : Mosty koło Jabłonkowa ; en allemand : Mosty bei Jablunkau) est une commune du district de Frýdek-Místek, dans la région de Moravie-Silésie, en Tchéquie. Sa population s'élevait à 3 687 habitants en 2024.

## Géographie
Mosty u Jablunkova se trouve dans les Beskides de Moravie-Silésie, à 6 km au sud de Jablunkov, à 33 km au sud-est de Frýdek-Místek, à 49 km au sud-est d'Ostrava et à 317 km à l'est-sud-est de Prague.
La commune est limitée par Jablunkov au nord, par Písek et Bukovec à l'est, par la Slovaquie au sud, et par Dolní Lomná à l'ouest.

## Histoire
La première mention écrite de la localité date de 1578.

## Transports
Par la route, Mosty u Jablunkova se trouve à 12 km de Čadca (Slovaquie), à 45 km de Frýdek-Místek, à 65 km d'Ostrava et à 396 km de Prague.